# Tumulus de Saint Fiacre
Le tumulus de Saint Fiacre est un tumulus armoricain situé à Melrand, dans le département du Morbihan. Cet édifice, daté de l'Âge du bronze, est notable, tant par la construction de l'enceinte semi-circulaire de la chambre sépulcrale que par la richesse de son mobilier archéologique.

## Historique
Le tumulus de Saint Fiacre a été exploré en octobre 1897 par Paul Aveneau de La Grancière. Il fait l’objet d’un classement au titre des monuments historiques depuis le 21 août 1972.

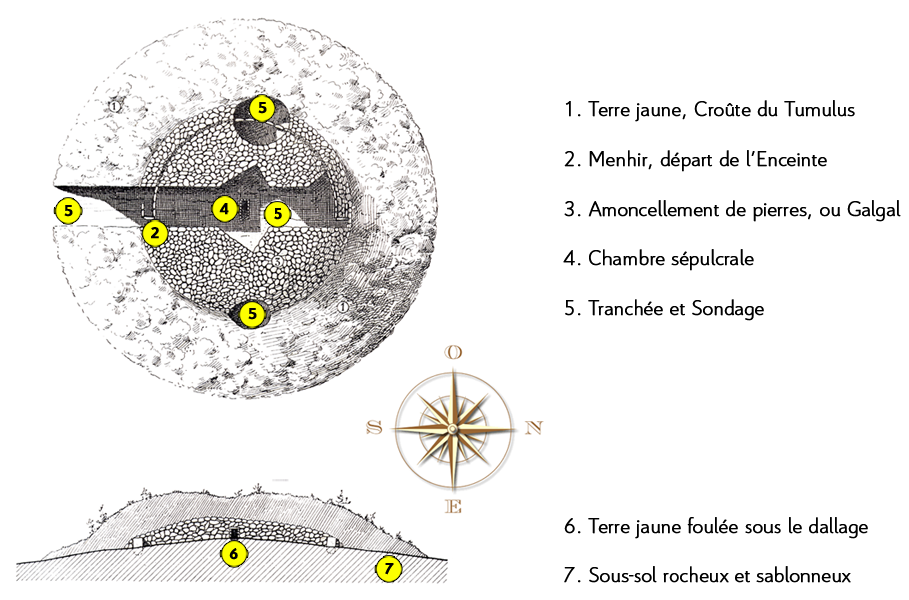
Le tumulus de Saint-Fiacre, à Melrand, Morbihan

## Description
Un amoncellement de pierres s'élève en cône vers le centre (galgal). À 12 mètres vers l'intérieur, un menhir sert de point de départ à une enceinte semi-circulaire d'une régularité parfaite, encadrant du sud au nord tout le côté ouest de la sépulture.
La construction, de l'épaisseur d'une seule pierre, est faite de deux assises de pierres juxtaposées et superposées sur le côté. Ces pierres, en granit, d'une épaisseur de 0,20 m, forment l'enceinte. La courbure de chacune d'elles est bien déterminée pour former l'arc de cercle. L'amoncellement de pierres sert de contrefort à l'enceinte.
Au centre du tumulus, au milieu du noyau de pierres, encadrée par l'enceinte semi-circulaire, se trouve la chambre sépulcrale, à parois maçonnées en pierres sèches, avec pierres plates disposées en encorbellement et recouverte d'une énorme dalle.
La composition de l'aire funéraire était complète : le sol naturel, une couche d'argile compacte et foulée, un dallage en pierres plates, un plancher de chêne sur lequel était étendue une couche de résidus incinérés.

## Vestiges archéologiques
Dans la couche incinérée ont été recueillis :
- 16 armes de bronze ;
- une plaquette amulette en écaille ;
- les fragments d'un vase en bronze.

La poignée en bois de saule de l'un des poignards était entièrement incrustée de petits clous d'or. Le pommeau ou la tête semble avoir été uniformément incrustée de ces petits clous d'or.
Dans la tranchée ont été recueillis :
- de nombreux percuteurs ;
- un petit menhir-idole, en diorite, fragment s'adaptant de pierres creusées ayant servi à concasser le grain.

Cette sépulture par incinération contenait les restes d'un chef puissant. À côté du vase se trouvaient ses armes les plus précieuses :
- une épée au manche de bronze ;
- une autre lame à la poignée de bois, tout entière décorée de chevilles d'or ;
- une plaque amulette en écaille.

Ce mobilier est conservé au musée d'Oxford.
Une datation au carbone 14 d'un échantillon de bois issu du coffre monoxyle qui devait renfermer une partie du mobilier indique une période autour de 1950 av. J.-C. (+/- 135).